# Juan Meli
Juan Andrés Meli (Godoy Cruz, Argentina; 1 de septiembre de 2000) es un futbolista argentino. Juega de lateral izquierdo y su equipo actual es Central Córdoba (SdE) de la Primera División de Argentina.

## Trayectoria
Formado en las inferiores del Godoy Cruz, Meli debutó con el primer equipo el 18 de septiembre de 2021 en el empate 1-1 ante Sarmiento.
El 5 de enero de 2022 firmó su primer contrato con el club. Se afianzó en la titularidad muy joven en la temporada 2023.
El 26 de agosto de 2023, se marchó cedido a Central Córdoba (SdE), hasta diciembre de 2024.

## Estadísticas
Actualizado al último partido disputado el 4 de junio de 2023.
| Club                 | Div.          | Temporada     | Liga  | Liga  | Copas nacionales | Copas nacionales | Copas internacionales | Copas internacionales | Total | Total |
| Club                 | Div.          | Temporada     | Part. | Goles | Part.            | Goles            | Part.                 | Goles                 | Part. | Goles |
| -------------------- | ------------- | ------------- | ----- | ----- | ---------------- | ---------------- | --------------------- | --------------------- | ----- | ----- |
| Godoy Cruz Argentina | 1.ª           | 2021          | 1     | 0     | 0                | 0                | —                     | —                     | 1     | 0     |
| Godoy Cruz Argentina | 1.ª           | 2022          | 4     | 0     | 0                | 0                | —                     | —                     | 4     | 0     |
| Godoy Cruz Argentina | 1.ª           | 2023          | 16    | 0     | 0                | 0                | —                     | —                     | 16    | 0     |
| Godoy Cruz Argentina | Total club    | Total club    | 21    | 0     | 0                | 0                | 0                     | 0                     | 21    | 0     |
| Total carrera        | Total carrera | Total carrera | 21    | 0     | 0                | 0                | 0                     | 0                     | 21    | 0     |

## Palmarés

### Títulos nacionales
| Título         | Equipo                | Sede     | Año  |
| -------------- | --------------------- | -------- | ---- |
| Copa Argentina | Central Córdoba (SdE) | Santa Fe | 2024 |